# 莱萨布勒沃内特
莱萨布勒沃内特（法語：Les Ableuvenettes，法語發音：[le.z‿ablœvnɛt] ⓘ）是法国大東部大區孚日省的一个市镇，属于埃皮纳勒区。

## 地理
莱萨布勒沃内特（48°11'25"N, 6°11'10"E）面积4.49 平方千米，位于法国大東部大區孚日省，该省份为法国东北部内陆省份，北起默兹省和默尔特-摩泽尔省，西接上马恩省，南至上索恩省和贝尔福地区省，东临上莱茵省和下莱茵省。
与莱萨布勒沃内特接壤的市镇（或旧市镇、城区）包括：莱热维尔和邦费、皮埃尔菲特、伊隆河畔维尔、栋派尔、热尔韦库尔和阿东。

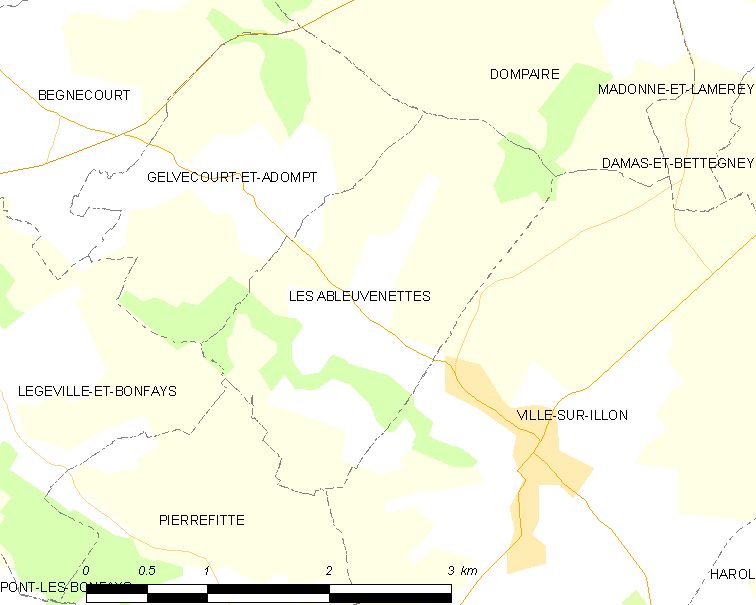
莱萨布勒沃内特的OSM定位图

莱萨布勒沃内特的时区为UTC+01:00、UTC+02:00（夏令时）。

## 行政
莱萨布勒沃内特的邮政编码为88270，INSEE市镇编码为88001。

## 政治
莱萨布勒沃内特所属的省级选区为达尔内县。

## 人口

1962-2008年间莱萨布勒沃内特人口变化图示

莱萨布勒沃内特于2022年1月1日时的人口数量为67人。